# Мут (богиня)

Мут — в староєгипетській релігії богиня неба, дружина Амона, мати Хонсу.
Спочатку вшановувалася як богиня неба, що народила Сонце і що створила світ, про що свідчить епітет Мут — «Велика мати богів». Зображалася у вигляді жінки. Її священною твариною вважалася корова. Храм її знаходився на березі озера Ашеру, поблизу Фів.